# Néo-chamanisme

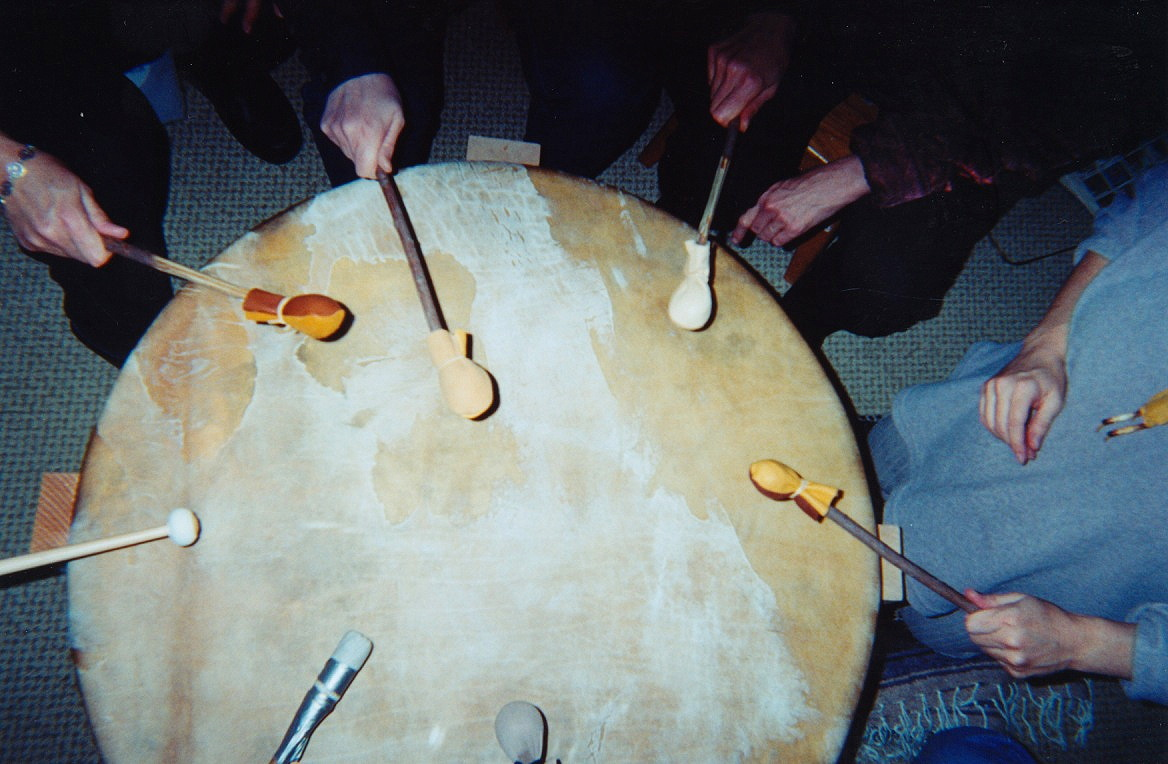
Rite néo-chamanique (drum circle).

Le néo-chamanisme (aussi appelé néochamanisme) réfère aux nouvelles formes contemporaines du chamanisme. Il désigne généralement le chamanisme pratiqué par les Occidentaux comme un type de spiritualité du Nouvel-Âge, sans lien direct avec les sociétés chamaniques traditionnelles. Ce terme est parfois également utilisé pour les rituels et pratiques chamaniques modernes qui, bien qu'ils aient un certain lien avec les sociétés traditionnelles dans lesquelles ils sont nés, ont été adaptés d'une manière ou d'une autre aux circonstances modernes. Il peut s'agir de rituels « chamaniques » exécutés en tant qu'exposition, sur scène ou pour le tourisme chamanique,, ainsi que de dérivations modernes de systèmes traditionnels qui incorporent de nouvelles technologies et visions du monde.

## Histoire

### Précurseurs du mouvement

#### Michael Harner
En 1960-61, l'anthropologue Michael Harner expérimente avec l'ayahuasca, une plante médicinale amazonienne, avec le peuple Conibo de l'Amazonie péruvienne, dont il a parlé dans les articles The Sound of Rushing Water (1968) et The Role of Hallucinogenic Plants in European Witchcraft (1973). Harner est retourné dans le Jívaro en 1964, 1969 et 1973, où il a appris à utiliser le maikua (Datura brugmansia), un enthéogène.
En 1980, Harner publie The Way of the Shaman: a Guide to Power and Healing.
En 1983, Harner fonde le Center for Shamanic Studies, qui est aujourd'hui connu sous le nom de Foundation for Shamanic Studies.
Ses recherches l'ont amené à définir le « Core Shamanism » (qui se traduirait par « chamanisme fondamental »), qui synthétise ce que Harner considère être le tronc commun essentiel des techniques issues des traditions chamaniques, dans le but de les rendre utilisables et accessibles aux personnes de culture occidentale.
Selon l'anthropologue Dr. Bonnie Glass-Coffin, c'est grâce à tous ses travaux de recherche auprès des communautés autochtones que Michael Harner peut définitivement être considéré comme l'un des pionniers de la renaissance du chamanisme dans les pays occidentaux.

#### Carlos Castaneda
En 1968, Carlos Castaneda, un jeune étudiant en anthropologie à l'Université de Californie à Los Angeles (UCLA), publie son premier ouvrage : The Teachings of Don Juan. A Yaqui Way of Knowledge. Celui-ci est d’abord accepté et publié par les presses de l’université, et rencontre un succès inattendu pour une publication académique à tel point que Michael Korda des éditions Simon & Schuster, publie en 1968 son mémoire dans une édition moins confidentielle. The Teachings of Don Juan. A Yaqui Way of Knowledge raconte à la première personne, à la manière d'une enquête ethnologique, la rencontre, en 1960, de don Juan Matus, un sorcier yaqui, dont il reçoit les apprentissages. L'ouvrage dans sa traduction en français est publié en 1972 sous le titre L'Herbe du diable et la petite fumée.
Le travail de Castaneda a par la suite été mis en doute, et sa thèse de doctorat obtenue à l’UCLA a été qualifiée de « plus grosse bêtise » commise par cette université selon Richard de Mille dans deux livres attaquant Castaneda,. Selon lui, il s'agit largement d'une imposture : le travail de Castaneda n'est pas une œuvre ethnographique, mais relève plutôt du génie romancé. Il a également été critiqué pour avoir provoqué un afflux massif d'Occidentaux vers les territoires autochtones où il disait avoir reçu son initiation.

### Naissance d'un véritable mouvement
Si tous les continents connaissent ou ont connu des formes de chamanisme, on a assisté dans le monde occidental à une réappropriation populaire du chamanisme, dans un premier temps principalement par des mouvements associés au New Age, notamment en Amérique du Nord, et en Europe,, et plus récemment par certains milieux écologistes,, notamment liée à l'écologie profonde.
En 2019, est organisé à Genac (Charente) en France, le douzième Festival du Chamanisme rassemblant plusieurs milliers de personnes,,.

## Analyse d'un phénomène moderne
Pour Laurent Huguelit, élève de Michael Harner et formé à la Foundation for Shamanic Studies, l'intérêt actuel des occidentaux pour le chamanisme s'expliquerait par un besoin actuel d'« une spiritualité de nettoyage et une spiritualité qui nous reconnecte à la nature ».
Pour la psychothérapeute Esther Bulang, le chamanisme serait une « forme primordiale de spiritualité » et que cette forme répondrait au besoin actuel de reconnexion à la nature et à sa propre nature. Il serait porteur d'une potentialité de recouvrir de nombreux équilibres que le monde moderne nous a fait perdre.
Selon le sociologue Raphaël Liogier, « Le chamanisme a tout pour plaire à des Occidentaux en perte de mythologie, inquiets des ravages du matérialisme, parce qu’il symbolise la religion non dévoyée, plus spirituelle que religieuse, non monothéiste donc non dogmatique ni moraliste, écologique car sacralisant la Terre-Mère [...]. »

## Tourisme néo-chamanique
Comme dans le tourisme chamanique, des personnes veulent être initiées à des traditions anciennes et consomment des hallucinogènes, par exemple l'ayahuasca.

## Critiques
Les adeptes de néo-chamanisme peuvent consommer des hallucinogènes pouvant comporter des effets secondaires dangereux,. Le risque de dérives sectaires existent aussi comme le souligne la MIVILUDES. Les Amérindiens dénoncent les faux-chamans et une appropriation culturelle de leurs traditions ancestrales. Ils ont dénoncé aussi certaines fausses pratiques qui ont entrainées la mort de 3 personnes dans un stage. 